# آمریکا (ترانه ریزرلایت)
«آمریکا» ترانه‌ای از گروه ایندی ریزرلایت و چهارمین قطعه از دومین آلبوم استودیویی آن‌ها با نام ریزرلایت است. «آمریکا» از سروده‌های اندی باروز، درامر پیشین ریزرلایت است.
این ترانه که در اکتبر ۲۰۰۶ و در قالب دومین تک‌آهنگ آلبوم ریزرلایت روانهٔ بازار شد در زمان انتشارش در بریتانیا تبدیل به اولین شماره ۱ گروه در آن کشور شد. تک‌آهنگ «آمریکا» ۲۸ هفتهٔ متوالی در آن جدول باقی ماند و رکورد ۱۷اُمین ترانهٔ پرفروش بریتانیا در سال ۲۰۰۶ را به‌نام خود ثبت کرد. این ترانه در دیگر کشورها هم با موفقیت منتشر شد و در ایرلند تا ردهٔ ۶اُم، در هلند تا ردهٔ ۹اُم، در نیوزیلند تا ردهٔ ۱۰اُم، در اتریش تا ردهٔ ۱۷اُم، در بلژیک تا ردهٔ ۲۱اُم، در فرانسه تا ردهٔ بیست و دوم، در سوئیس تا ردهٔ ۲۹اُم و در آلمان تا ردهٔ ۳۸اُم جدول پُرفروش‌ترین تک‌آهنگ‌ها صعود کرد.
ویدئوی «آمریکا» با ترکیب تصاویری از اجرای زندهٔ ریزرلایت با عکس‌هایی از کشور آمریکا-مانند تصویر ساختمان امپایر استیت و مجسمهٔ آزادی-ساخته شده‌است.